# Macromia annaimallaiensis
Macromia annaimallaiensis är en trollsländeart som beskrevs av Fraser 1931. Macromia annaimallaiensis ingår i släktet Macromia och familjen skimmertrollsländor. IUCN kategoriserar arten globalt som livskraftig. Inga underarter finns listade i Catalogue of Life.